# Dagkapel

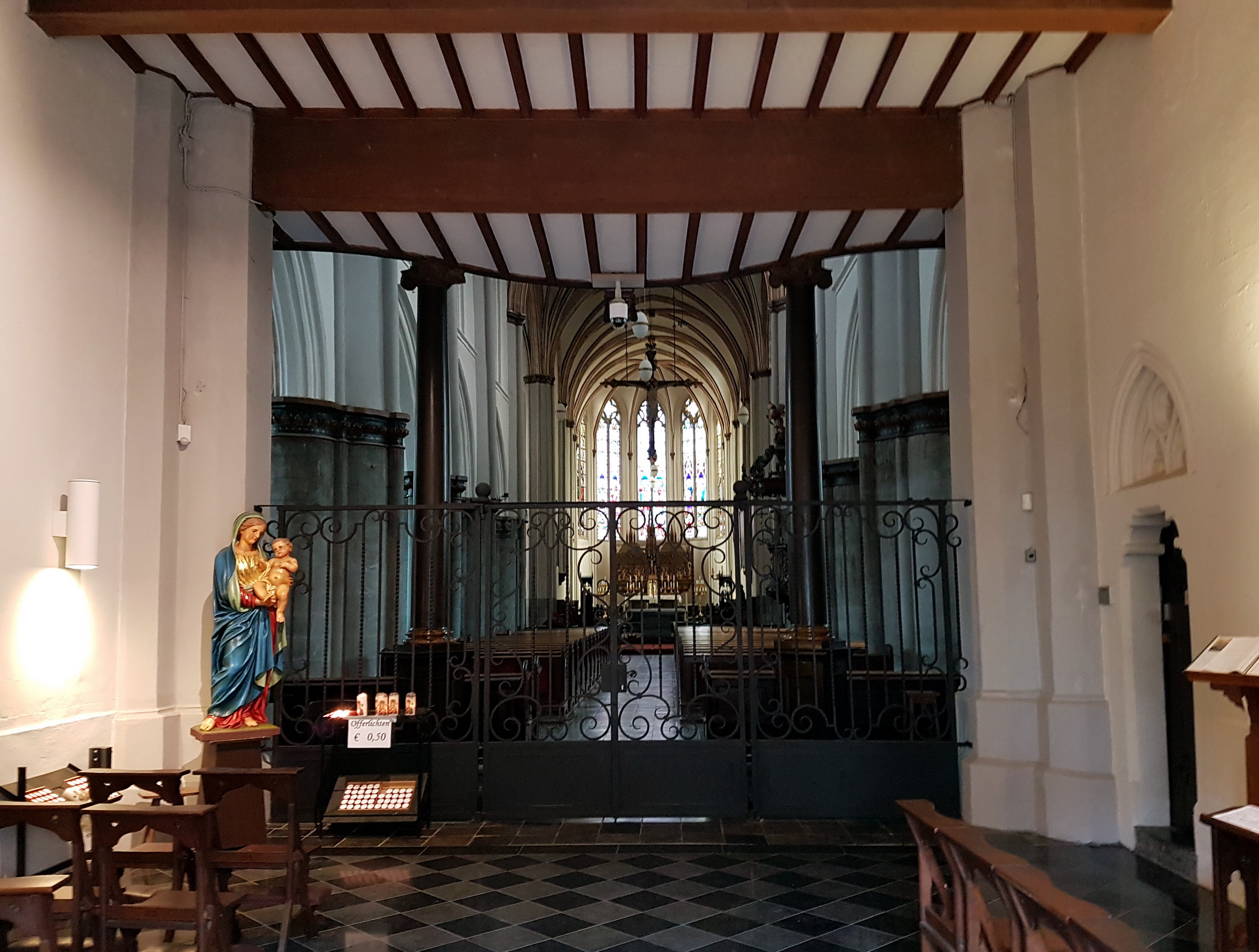
De dagkapel (met blik op het kerkinterieur) van de Sint-Petrus' Stoel van Antiochiëkerk (Sittard)

Een dagkapel (in Vlaanderen: weekkapel) is een zijkapel van een rooms-katholieke parochiekerk die bedoeld is voor andere dagen dan de zondag. De dagkapel is gewoonlijk door een hekwerk of glazen wand afgesloten van de eigenlijke kerkruimte en biedt aan de gelovigen een plaats voor gebed en meditatie, het branden van een kaars en dergelijke. Soms zijn daartoe in de dagkapel enkele heiligenbeelden, schilderijen of mozaïeken aangebracht.
Tot in de jaren 60 van de 20e eeuw waren katholieke kerkgebouwen gewoonlijk permanent geopend. Sedertdien was er te weinig menskracht om gedurende de gehele dag toezicht te houden. Om toch in de behoefte aan bezinning te voorzien heeft men vooral vanaf de laatste decennia van de 20e eeuw in meerdere kerken dagkapellen ingericht. Een dagkapel is de gehele dag geopend daar waar de eigenlijke kerk dit om veiligheidsredenen niet meer kan zijn. Soms is het wél mogelijk om vanuit de dagkapel een blik in het kerkinterieur te werpen.